# 군미국
군미국(軍彌國)은 삼국지 위서 동이전 한조에 수록된 진한의 한 소국이다. 오늘날 경상남도 사천시 곤명면·곤양면에 위치한 것으로 추정된다. 한전의 변진조(弁辰條)에는 군미국과 변군미국(弁軍彌國)이 나란히 기재되어 있는데 둘이 다른 나라가 아닌 같은 나라를 가리키는 다른 표기로 보인다.
진한의 구성국으로서 맹주국인 사로국과 여러 가지 형태의 결속관계를 유지하며 개별적인 성장을 지속하다가 서기 3세기 이후에 신라에 병합된 것으로 추정된다.